# بريت لان
بريت لان (بالإنجليزية: Brett Lane)‏ هو لاعب دوري الرغبي أسترالي، ولد في 30 يوليو 1988 في Canterbury, New South Wales ‏ في أستراليا.
كما لعب مع فريق Wests Tigers Toyota Cup في عام 2008.
لعب مباراته الفردية من الدرجة الأولى في الجولة 15 من موسم 2012 NRL ضد سانت جورج إيلاوارا دراغونز.